# Guillaume de Chastillon, sieur de La Tour
Guillaume de Chastillon, sieur de La Tour (c. 1550 – Caen 24 mai 1610), est un compositeur normand actif à Caen à la fin du XVIe siècle.

## Biographie
Il est probablement né à Caen vers 1550 ; et se marie avec Philippine Alain au début des années 1570. Le 30 septembre 1576, il fait baptiser son fils Pierre et le 5 octobre 1578 sa fille Anne. Il habite alors paroisse Saint-Jean. Un troisième fils prénommé Jacques était né avant 1576.
Veuf, il se remarie avec Anne de Bure, dame de Clinchamps, entre 1588 et 1593 (il soutient en 1595 un procès relatif à la terre de Clinchamps, apportée par sa femme, probablement située vers Clinchamps-sur-Orne).
Il meurt le 24 mai 1610 et est inhumé deux jours après, probablement déjà veuf ; la mention du décès sur l’état civil protestant montre clairement qu’il avait embrassé la religion réformée. Son fils Pierre est son héritier et reprend le nom de sieur de La Tour ; sa fille Anne se marie le 16 juin 1610 avec Ambroise Le Parfait, bourgeois de Caen, en la religion catholique. À l’époque de son décès, Chastillon habitait toujours à Caen, dans le quartier Saint-Pierre.
Doté d’un nom de terre, Chastillon disposait de rentes (évoquées dans le procès de 1595) ; les dédicaces de ses œuvres montrent qu’il avait su nouer des amitiés dans le milieu bourgeois et lettré. Outre la pratique du luth et la composition, il semble aussi avoir fait du commerce de librairie, puisqu’en 1607 et 1610, il tenait deux loges dans la foire royale annuelle de Caen. Cette ville était à la fin du XVIe siècle un foyer de la création littéraire, éclairée des génies de François de Malherbe, Jean Vauquelin de La Fresnaye son  maître ou Robert Angot de L'Éperonnière, et profitait de la proximité de Rouen. Quelques musiciens y sont identifiés à la charnière des XVIe et XVIe siècles et l’édition musicale y est défendue par Jacques Mangeant.

## Œuvres

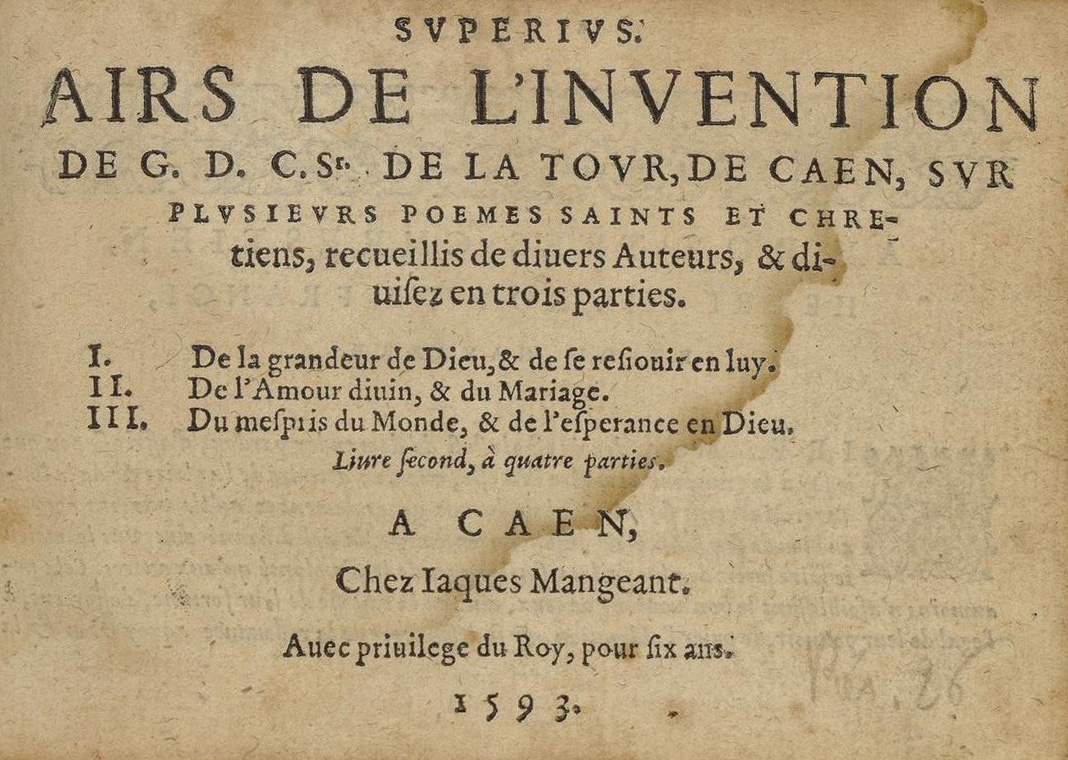
Page de titre des Airs de Guillaume de Chastillon de La Tour (Caen : 1593). (Paris BNF).

- Airs de l’invention de G. C. Sr de La Tour... Livre premier. Caen : Jacques Mangeant, 1592. 4 vol. 8° obl., musique notée. Le superius seul est connu : Lyon BM : Rés FM 807488(8).

Volume dédicacé au Chevalier de La Veronne. Il contient 39 airs de cour et un Laudate dominum final. Les poètes identifiés sont Gilles Durant de la Bergerie pour 12 pièces et François de Malherbe pour une. Pour ce livre d’airs comme pour les deux autres, Guillaume de Chastillon avait obtenu du Parlement de Normandie un privilège qui le protégeait des contrefaçons, un des premiers du genre.
- Airs de l’invention de G. de C. Sr de La Tour, de Caen, sur plusieurs poèmes saints et chrétiens de divers auteurs divisés en trois livres. I. De la grandeur de Dieu et de se réjouir en lui. II. De l’amour divin et du mariage. III. Du mépris du monde et de l’espérance en Dieu. Livre second à quatre parties. Caen : Jacques Mangeant, 1593. 4 vol. 8° obl., musique notée[6]. Numérisé sur Gallica.

Dédicace à Henri IV, reproduite dans Bloch-Michel 1960 p. 10, suivie de deux pièces en vers de Chastillon. Après un air à l’incipit Vive Henri, le livre contient des airs sur des poèmes de Isaac Habert, Étienne de Maisonfleur, Philippe Desportes, Jean de La Gessée, Gilles Durant de la Bergerie, Joachim Du Bellay et Pierre Poupo. Le recueil est classé par mode et contient des pièces à la structure assez verticale, dans le style de la musique mesurée, avec une mélodie au superius peu ornementée.
- Il n’y a aucune trace d’un troisième livre d’airs publié de son vivant.
- En 1603, il compose des musiques pour la visite d'Henri IV à Caen (11-18 septembre 1603), dont l'édition est annoncée dans le recueil de 1608 et peut-être publiées dans le recueil de 1611. Le récit de la visite du roi dans la ville fait par Pierre Beaulart, sieur de Maizet, mentionne les musiques exécutées pour cette occasion[8].
- En 1608, Jacques Mangeant publie un recueil d’airs monophoniques sous le titre d’Airs nouveaux accompagnés des plus belles chansons à dançer (RISM 16087 à 9) et signale qu’il a utilisé la partie de superius de plusieurs airs de Chastillon qui n’étaient pas publiés. D’après Verchaly[9] ces airs à une voix ont une triple origine : des chansons à danser avec un texte préexistant ou ajouté pour l’occasion, et des chansons polyphoniques dont le dessus seul a été conservé.
- En 1611 paraît le dernier volume au nom de Chastillon : Airs et chansons... trouvés dans le cabinet du Sieur de la Tour après son decez. Caen : Jacques Mangeant, 1611. Musique notée[10].

Dédicacé à Louise Marguerite de Lorraine, princesse de Conti. Il contient :
- 35 pièces, dont seul le superius est connu. Les parties manquantes peuvent toutes être complétées avec les airs publiés dans Amphion sacré, recueilly de quelques excellens musiciens... Lyon : Louys Muguet, 1615. Ici les textes ont été tous remplacés par des textes spirituels, avec notamment des psaumes de Philippe Desportes.
- 5 airs extraits de La Mascarade d'Arion, peut-être composés pour la visite de Henri IV à Caen en 1603.

Toutes les pièces de ce recueil ont été rééditées avec leur texte original par Yannick Leroy en 1986.
- En 1615, Mangeant publie comme en 1608 un recueil d’airs monophoniques sous le titre de Recueil des plus beaux airs (RISM 16158 et 9). Parmi, ceux qui sont signés “T. C.” sont peut-être de Chastillon, ces initiales pouvant signifier “Turris Castellionis”.

## Discographie
- Airs et chansons en Normandie au temps du Roy Henry. Ensemble A Sei Voci, CD Pluriel PL 3376 CD, 1986. Contient treize pièces de Guillaume de Chastillon, aux côtés de pièces de Guillaume Costeley.
- Et la fleur vole : airs à danser & airs de cour autour de 1600. Œuvres de ou éditées par Michael Praetorius, Robert Ballard, Guillaume Chastillon de La Tour, André Philidor, Jean Planson, Gabriel Bataille, Antoine Boesset, Pierre Guédron, Guillaume Tessier, Girard de Beaulieu, Jacques Mangeant. Ensemble Les Musiciens de Saint-Julien, dir. François Lazarevitch. CD Alpha 167.
- Le Psaume français à l'époque de l'Édit de Nantes. Ensemble vocal Sagittarius, direction Michel Laplénie, CD Lira d'Arco, 001 8292 702-2, 1999. Une pièce de Chastillon, Psaume 136 : Assis le long des eaux.